# Тераса на крову
Тераса на крову је српски филм снимљен 1995. године који је режирао и написао Гордан Михић.